# Копринка (водохранилище)
Копринка, до 1992 года — Г. Димитров (им. Г. Димитрова) — водохранилище в центральной части Болгарии, на реке Тунджа, левом притоке реки Марица. Расположено в западной части Казанлыкской котловины, у южных склонов Стара-Планины, к югу от Шипкинского перевала, у сёл Копринка, Долно-Сахране, Горно-Черковиште и Виден, в 3 км к западу от города Казанлык, на территории общин Павел-Баня и Казанлык в Старозагорской области. Используется для орошения района возделывания эфиромасличной Казанлыкской розы, снабжения питьевой водой и производства электроэнергии.
Гидроузел «Копринка» (бывший «Георгий Димитров») — одно из самых оригинальных по замыслу и исполнению гидротехнических сооружений в Болгарии. Он предназначен главным образом для корректировки неблагоприятного распределения воды между Казанлыкской котловиной (с избытком) и Старозагорским полем (с недостатком). Идея переброски воды через Средна-Гору появилась в 1919 году.
Гидроузел построен в 1954—1955 годах. Общая установленная мощность 29,4 МВт. В составе гидроузла 2 ГЭС: приплотинная ГЭС «Копринка» (бывшая ГЭС «Г. Димитров») установленной мощностью 7 МВт и деривационная ГЭС «Стара-Загора» установленной мощностью 22,4 МВт. Среднегодовое производство электроэнергии — 78,1 ГВт⋅ч. Введён в эксплуатацию в 1955 году. С 2002 года принадлежит чешской энергетической компании ENERGO-PRO со штаб-квартирой в Праге. Стоимость приватизации составила 16,2 млн левов.
Высота плотины им. Г. Димитрова — 44 м. Первоначальный объём водохранилища составлял 97 млн м³, затем увеличен. Полезный объём водохранилища — 140 млн м³.
Расход воды по деривации — 22 м³/с. Длина главного деривационного канала — 26 380 м, длина туннеля — 12 700 м.
В составе гидроузла Казанлыкская и Старозагорская оросительные системы общей проектной орошаемой площадью 49 010 га. Казанлыкская оросительная система расположена в основном на левом берегу реки Тунджи. Общая площадь орошаемых земель 18,7 тыс. га. Левый магистральный канал длиной 34 км берёт начало в нижнем бьефе ГЭС «Г. Димитров», правый магистральный канал — от бассейна суточного регулирования в начале деривации к ГЭС «Стара-Загора». На орошение расходуется в среднем за год 117 млн м³.
Проектный расход воды на промышленное водоснабжение — 75 млн м³.
До 1992 года водохранилище носило имя вождя Георгия Димитрова.
При исследовании фитопланктона учёные из Института рыболовства и аквакультуры (Пловдив) и Пловдивского университета идентифицировали в общей сложности 109 таксонов, отнесенных к 6 отделам, включая зелёные водоросли (37), охрофитовые водоросли (26), Cyanoprokaryota (22), Euglenophyta (11), стрептофитовые водоросли (11) и Pyrrhophyta (2). В сентябре отмечены самые высокие значения биомассы и численности фитопланктона и наименьшее видовое богатство. В октябре с уменьшением биомассы видовое разнообразие увеличилось. Летом доминировал вид Hariotina polychorda. В начале осени было обнаружено цветение потенциально токсичного вида Microcystis wesenbergii, что является индикатором процесса эвтрофикации в водохранилище. Видовой состав фитопланктона, значения биомассы и хлорофилла а свидетельствуют об эвтрофном состоянии водохранилища.

## Севтополь

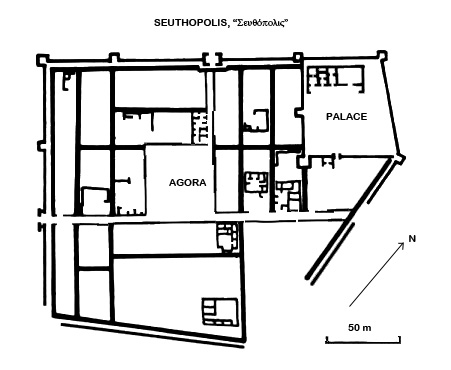
План города Севтополь

При спасательных археологических работах в зоне затопления ГЭС, проводимых Национальным археологическим институтом при Болгарской академии наук (НАИМ-БАН), открыт фракийский город раннеэллинистической эпохи Севтополь, столица одрисского правителя Севта III.
В 1948 году комиссия в составе Крыстю Миятева, Веселина Бешевлиева и Николы Мавродинова, назначенная Болгарской академией наук по докладу Мавродинова, открыла большое старинное городище, с ограждающей его крепостной стеной. Затопление грозило и двум большим курганам. Раскопки проводились семь лет, с 1948 по 1954 год. Раскопками руководил профессор Д. П. Димитров и его ассистенты. Первоначально были раскопаны курганы, но в них почти ничего не было обнаружено. Раскопки в последние годы финансировало министерство электрификации, которым руководил Кимон Георгиев. Ещё в древности поселение было залито водой вследствие какого-то большого наводнения. Крепостная стена образует прямоугольник со слегка изогнутой северной стеной. По углам имеются оборонительные башни. Существовало два входа — с запада и с севера. В северо-западном углу другой стеной выгорожено пространство, где находятся развалины большого продолговатого здания с четырьмя отделениями и дорическими колоннами. В этом здании найдена надпись с названием города — др.-греч. Σευθόπολις. Керамика, монеты и другие находки свидетельствуют, что город основан Севтом III. Профессор Д. П. Димитров на основании найденной надписи считает, что здание в северо-западном углу города — храм. В городе раскопаны основания больших домов эллинистического типа — с дворами посередине. Крепостная стена окружает пространство в 5 га. Улицы от ворот вымощены камнем. Город имел канализацию, но не имел водопровода. Предположительно, в городе процветали гончарное бронзолитейное, кузнечное и кожевенное ремёсла. Город просуществовал недолго и разрушен в III веке до н. э., вероятно, кельтами.
В окрестностях города на холмах множество курганов. У раскопанных профессором Д. П. Димитровым двух больших курганов открыт некрополь. Раскопками некрополя Севтополя руководила Мария Чичикова. Раскопана только небольшая часть могил. Найдено множество керамики, преимущественно местной фракийской. Широко употребляется также греческая керамика, в частности с Тасоса.